# Indaginilepis rhombifera
Indaginilepis rhombifera è un pesce osseo estinto, forse appartenente ai paleonisciformi. Visse nel Cretaceo inferiore (Berriasiano, circa 145 - 140 milioni di anni fa) e i suoi resti fossili sono stati ritrovati in Germania.

## Descrizione
Questo pesce era di piccole dimensioni, e non doveva superare i 10 centimetri di lunghezza. Era caratterizzato da una pinna caudale profondamente bilobata ed eterocerca (il lobo superiore era più lungo di quello inferiore). La pinna dorsale era dotata di 39 lepidotrichi ed era pressoché opposta allo spazio tra la pinna anale (con 30 lepidotrichi) e le pinne pelviche. Tutte le pinne erano prive di fulcri, e i lepidotrichi erano articolati ma non biforcuti. Il corpo era relativamente sottile se rapportato a quello di altri paleoniscoidi arcaici come Palaeoniscum o Amblypterus. La testa era compatta e dotata di un muso corto, e la distanza tra l'orbita e l'opercolare era breve. 

## Classificazione
Indaginilepis rhombifera venne descritto per la prima volta nel 1970, sulla base di fossili ritrovati nella zona di Stadthagen in Germania settentrionale, in terreni risalenti al Berriasiano (inizio del Cretaceo inferiore). Indaginilepis sembrerebbe essere stato uno degli ultimi paleonisciformi, un gruppo di pesci attinotterigi arcaici le cui forme più antiche risalgono al Carbonifero o addirittura al Devoniano. Alcune caratteristiche di Indaginilepis (le dimensioni e la morfologia di alcune ossa come l'opercolare, il sopracleitro e il dermoiale) richiamano gli antichi Stegotrachelus e Moythomasia, ma sono probabilmente caratteristiche primitive (plesiomorfie) che si riscontrano anche in altre forme attribuite ai paleonisciformi. 